# Il quaderno delle voci rubate
Il quaderno delle voci rubate è il primo romanzo pubblicato dallo scrittore italiano Remo Bassini. Le "voci" del titolo sono frasi pronunciate dai frequentatori di un bar, che il proprietario, Luca Baldelli, trascrive su un quaderno.

## Trama
In una cittadina di provincia del Piemonte settentrionale, Luca Baldelli apre un'osteria nei locali dove già nel 1927 il nonno, anziano socialista toscano che aveva lavorato qualche tempo da emigrante in Francia, aveva gestito un ristorante di paese, la Taverna del Merlo. Osservatore disincantato e acuto, all'età di sessant'anni Baldelli comincia a trascrivere su un quaderno scolastico, dimenticato sul tavolo da una studentessa, le "voci" di alcuni avventori. La cittadina è un microcosmo di storie, come per esempio le due gemelle Degiuli, Elena e Melania, che si tolgono la vita lo stesso giorno, o Lucia, la bella donna che arriva da Torino nel 1994 con una storia drammatica alle spalle, e che Luca assume come cameriera. Luca si innamora di lei anche se la loro differenza d'età, 24 anni, gli procura notti insonni.
Luca è cresciuto con il nonno: subito dopo la guerra, quando lui aveva dieci anni suo padre, che nel ventennio era stato iscritto al Partito fascista, fu rinchiuso in manicomio per problemi psichiatrici. Poi Luca era vissuto a Torino a casa di uno zio che lavorava alla Fiat, finché nel 1956 aveva ereditato, alla morte del nonno, la Taverna del Merlo in paese. Durante il funerale non aveva riconosciuto il padre, che non vedeva da dieci anni e che credeva emigrato in America. A dirgli la verità è infine Alfredo Carletti, il partigiano comandante Nerone delle Brigate Garibaldi, che si sente in debito con suo padre il quale, malgrado fosse notoriamente fascista, l'aveva aiutato economicamente negli anni di guerra.
Dopo la morte per tisi della madre di Luca, suo padre aveva cominciato a frequentare Maria Giuliana, la figlia del podestà Tenconi, ed era presente quando alla fine della guerra l'uomo era stato fucilato non dai combattenti della Garibaldi bensì da qualche partigiano locale che aveva dei conti da regolare.
Nel 1975 Luca lascia Torino nel pieno degli anni della contestazione. Era divenuto amico di Gianfranco e, come lui, si era innamorato di Lalla, di qualche anno più giovane ma laureata. Tutti e tre frequentavano la sinistra extraparlamentare, ma in qualche modo Luca perde la sua occasione e la ragazza parte in ferie con Gianfranco. Entrambi si avvicinano al terrorismo politico, Lalla rimane uccisa a un posto di blocco e Gianfranco fugge all'estero. Per i successivi vent'anni, fino all'arrivo di Lucia, Luca Baldelli continua a vivere nel ricordo di Lalla e nel suo rimpianto.
Oggi nella vita di Luca oltre a Lucia c'è anche un'altra donna, Teresa di Francesco, una prostituta conosciuta per caso che è diventata sua amica. Un giorno la donna viene picchiata selvaggiamente dai figli di un suo cliente, e decide di andarsene dalla cittadina. Improvvisamente Luca non riesce più a mettersi in contatto con lei, questo gli fa capire quanto la donna sia importante per lui. Viene anche a sapere che Teresa si è molto affezionata a Bordin, un operaio che frequenta la Taverna del Merlo. Entrambi sono irreperibili insieme. Luca cerca disperatamente Teresa al telefono e anche a casa sua, ma la tragedia è inevitabile, e sarà il comandante dei carabinieri a scoprire cos'è accaduto. Anche Lucia nel frattempo si è allontanata da Luca: ha cominciato a aiutare un giovane prete, don Raffaele, che lavora con gli emarginati; il sacerdote forse si è innamorato di lei, e anche se ha deciso che non potrà mai venire meno alla propria fede, i due riescono a vivere in serenità  il loro affetto.

## Edizioni
- Remo Bassini, Il quaderno delle voci rubate, Vercelli, La Sesia Editrice, 2002.